# Irruputuncu
Az Irruputuncu Chile és Bolívia határán elhelyezkedő rétegvulkán. Először 1995-ben jegyezték fel a kitörését.